# Hohenfelde (Steinburg)
Hohenfelde ist eine Gemeinde im Kreis Steinburg in Schleswig-Holstein. Zur Gemeinde gehören die Ortsteile Niederreihe, Dauenhof, Glindesmoor, Glindhof, Espe, Halenbrook, Helle, Hörn, Kirchmoor, Oberreihe, Taterbusch, Uhlenflucht und Wisch.

## Geografie und Verkehr
Hohenfelde liegt auf einem Geestausläufer zwischen dem Hohenfelder-/Breitenburgermoor und dem Glindes-/Bokelsessermoor, nahe der Bundesautobahn 23, zwischen Itzehoe und Elmshorn. Die Kremper Au sowie der Horstgraben fließen durch die Gemeinde. Das Großbauprojekt Bundesautobahn 20 soll durch die Gemeinde führen. Die nächsten Bahnhöfe befinden sich in Westerhorn im Ortsteil Dauenhof mit dem Bahnhof Dauenhof und Haltepunkt Horst (Holstein) an der Bahnstrecke Hamburg-Altona–Kiel, beide Bahnhöfe befinden sich im Hamburger Verkehrsverbund. Die Westroute des Ochsenwegs verläuft durch die Gemeinde.

## Geschichte
Die Gemeinde Hohenfelde wurde zuerst 1270 als Hale erwähnt.
Durch das Gemeindegebiet verlief die Westroute des Ochsenweges.
Auf der Höhe Oberreihe wurden neun Bronzebeile und eine kleine Bronzespeerspitze ungefähr aus dem Jahre 1400–1250 v. Chr. gefunden; weitere Funde gab es auch aus der Bronze-, Kupfer- oder Dolchzeit (1800–1500 v. Chr.).

## Politik

### Gemeindevertretung
Von den elf Sitzen in der Gemeindevertretung hat die Wählergemeinschaft Hohenfelde (WGH) acht und die CDU  drei Sitze seit der Kommunalwahl 2023.

### Wappen
Blasonierung: „In Blau eine silberne Spitze, belegt mit dem Bild einer stilisierten roten Kirche. In den Oberecken jeweils zwei unten verstutzte silberne Rohrkolben.“
Das Dorf liegt auf einem Geestausläufer zwischen dem Hohenfelder-/Breitenburgermoor und dem Glindes-/Bokelsessermoor. Auf diese moorige Umgebung beziehen sich die Rohrkolben. Die durch die Landwirtschaft geprägte Gemeinde ist seit Jahrhunderten ein Kirchdorf. Die Darstellung der stilisierten Kirche ist einem alten Kirchensiegel entnommen. Die Farbgebung des blauen Schildes, der silbernen Spitze und der roten Kirche greift gleichzeitig die Landesfarben auf.

## Wirtschaft und Infrastruktur
Die Gemeinde ist überwiegend landwirtschaftlich geprägt. Viele Landwirte bieten ihre Produkte am Hof an.
Parkmöglichkeiten finden sich nicht nur im Ort selber, sondern auch außerhalb. Im Ortsteil Glindesmoor befindet sich ein Parkplatz für Lastkraftwagen und Personenkraftwagen sowie beim Parkplatz Fegefeuer. Bei der Ausfahrt der Bundesautobahn 23 können PKW geparkt werden, um dort Fahrgemeinschaften zu bilden.
Hohenfelde besitzt eine Kindertagesstätte namens „Spatzennest“. Für Kinder sind die Grundschule „Op de Host“ und die Gemeinschaftsschule Jacob-Struve-Schule in der Nachbargemeinde Horst (Holstein) per Bus gut zu erreichen. Weitere Schulen stehen in der angrenzenden Gemeinde Rethwisch sowie in Elmshorn und Barmstedt zur Wahl.
Im Hohenfelder Sportverein ist gut ein Drittel aller Einwohner Mitglied. Neben der Freiwilligen Feuerwehr in Hohenfelde gibt es eine Jugendfeuerwehr.

## Sehenswürdigkeiten und Kulturdenkmäler

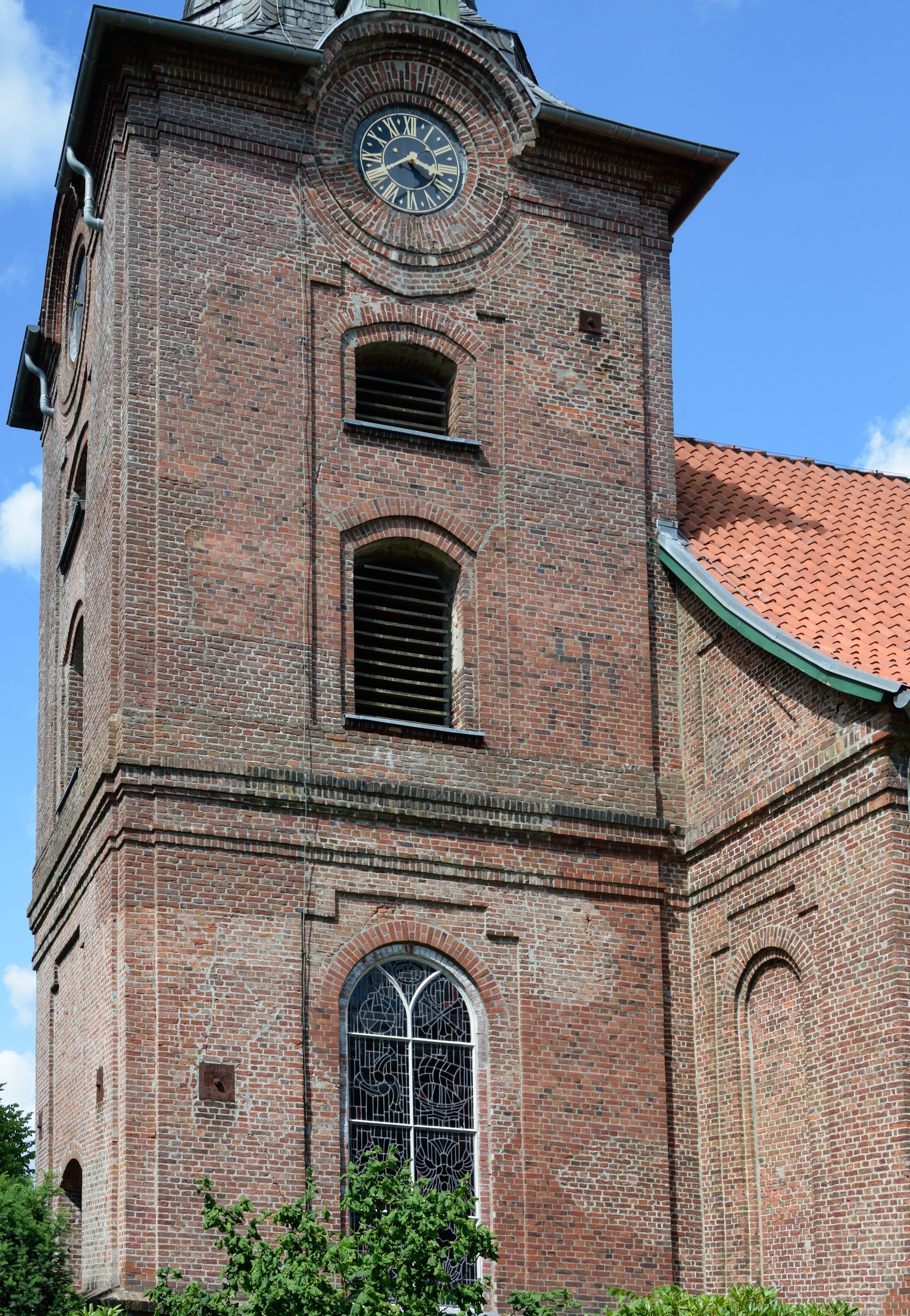
St. Nikolai (Hohenfelde)

- denkmalgeschützte Kirche St. Nikolai in Hohenfelde
- Das Kulturdenkmal Büchsenwall befindet sich im Gemeindegebiet direkt neben dem Naturschutzgebiet „Baggersee Hohenfelde“.
- das Ehrendenkmal für die gefallenen Soldaten in den beiden Weltkriegen[15]
- In der Gemeinde befinden sich 6 Storchennester[16]
- Das Fest „Kindergrün“ findet wie die Veranstaltung „Straßenwettkämpfe“ alljährlich statt, ersteres wird vom Hohenfelder Sportverein geleitet.[17][18][19][20]
- Das Landschaftsschutzgebiet Hohenfelder-/Breitenburgermoor.

## Persönlichkeiten
- Detlev Olshausen (1766–1823), von 1798 bis 1801 Diakon in Hohenfelde
- Justus Olshausen (1800–1882), Orientalist, fünfmaliger Rektor der Universität Kiel, geboren in Hohenfelde
- Herman Degkwitz (1921–2007), deutscher Grafiker und Journalist
- Annemarie Degkwitz (1924–1987), erste Kreispräsidentin in Steinburg[21][22]
- Lisa Wielatt-Münster (1924–2000), Landwirtin und Stifterin der Lisa-Wielatt-Münster Stiftung Hohenfelde[23]
- Ernst Otto Karl Grassmé († 1992), Einsiedler, Bastler, Sammler, Fotograf und Opfer nationalsozialistischer Rassenideologie[24][25][26]
- Ranka Prante (1973), war von 2009 bis 2012 Abgeordnete im Schleswig-Holsteinischen Landtag[27]

## Bilder

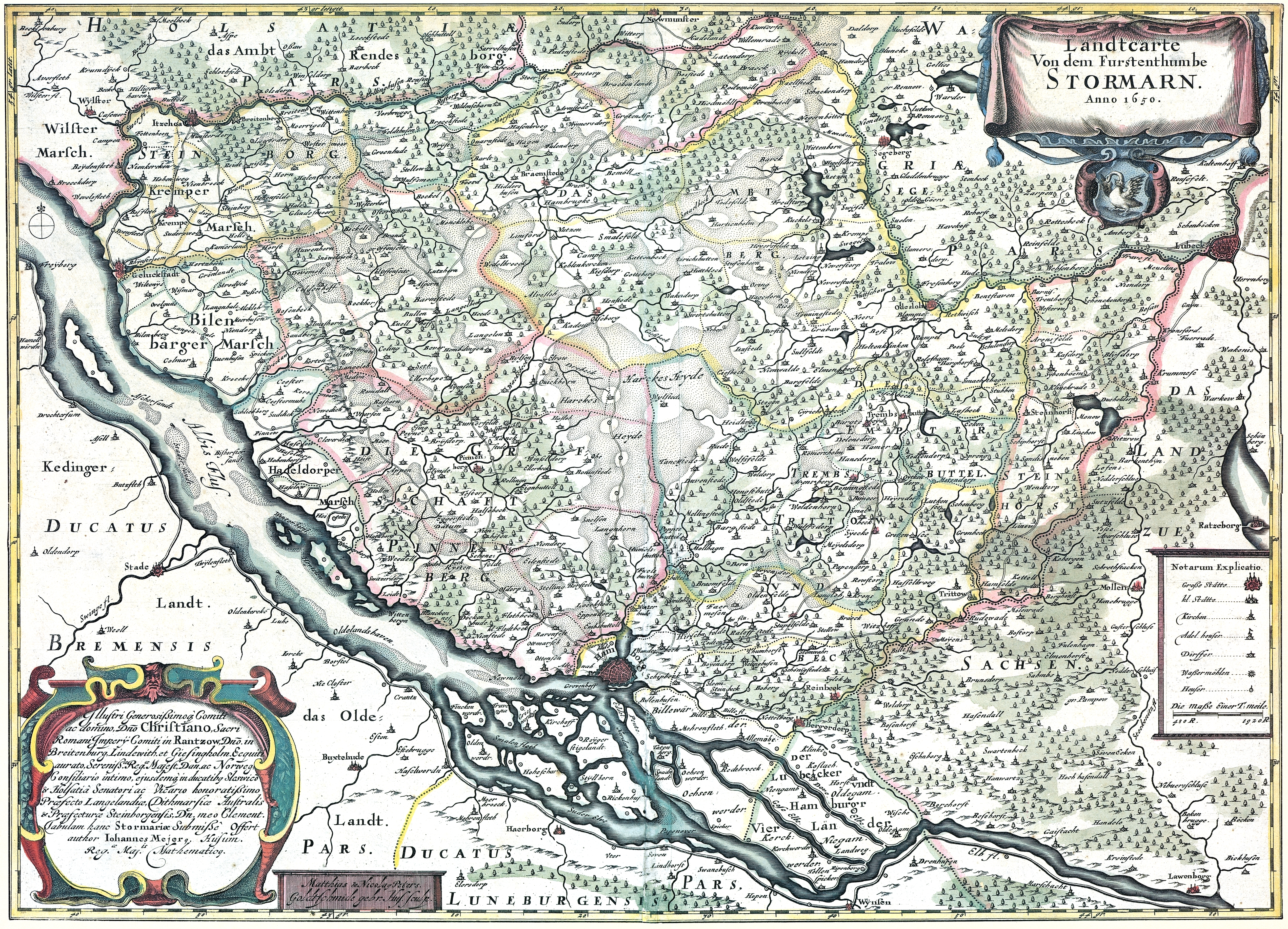
„Hohenfelde“ 1650, Landkarte Mejer
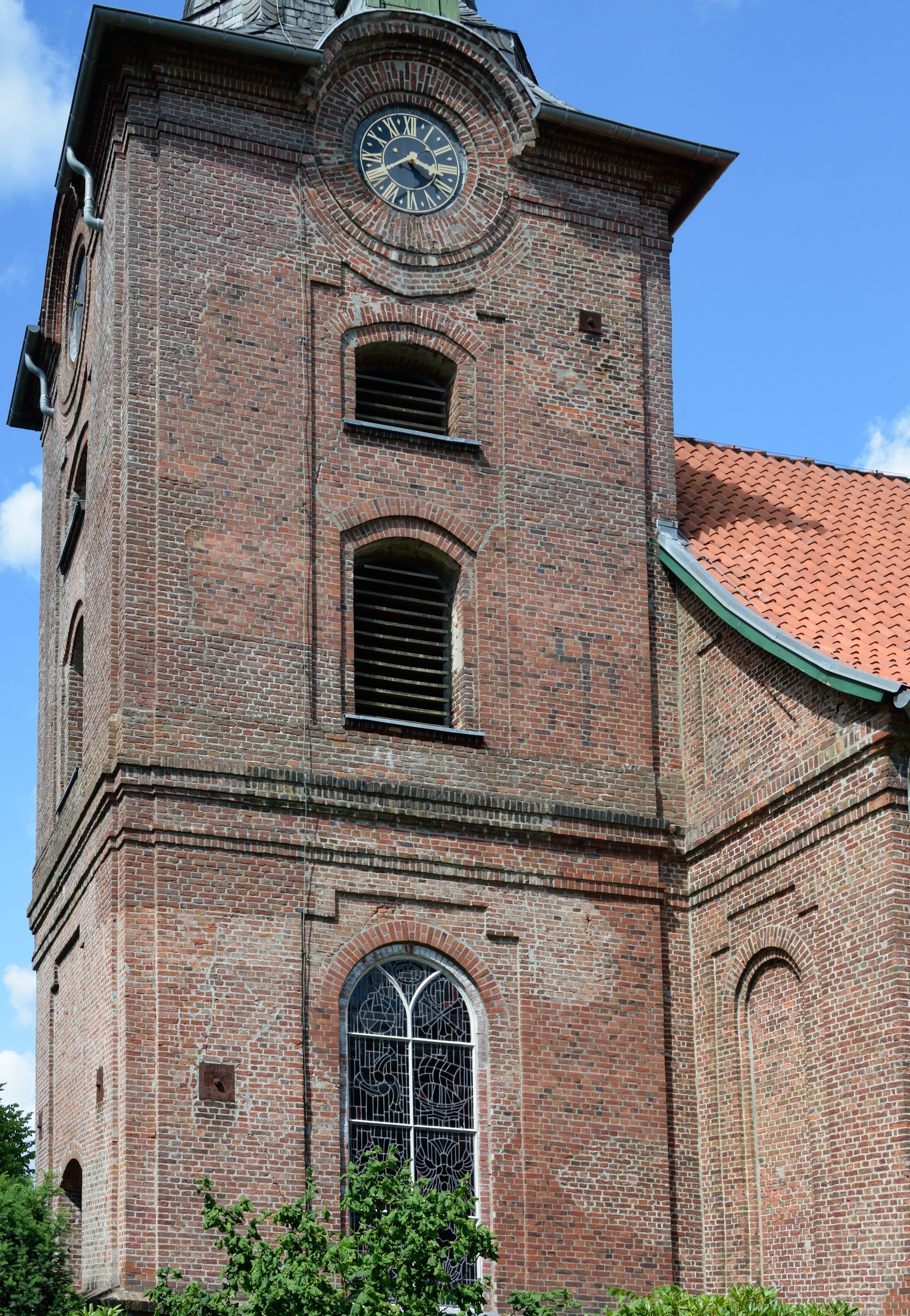
St. Nikolai in Hohenfelde
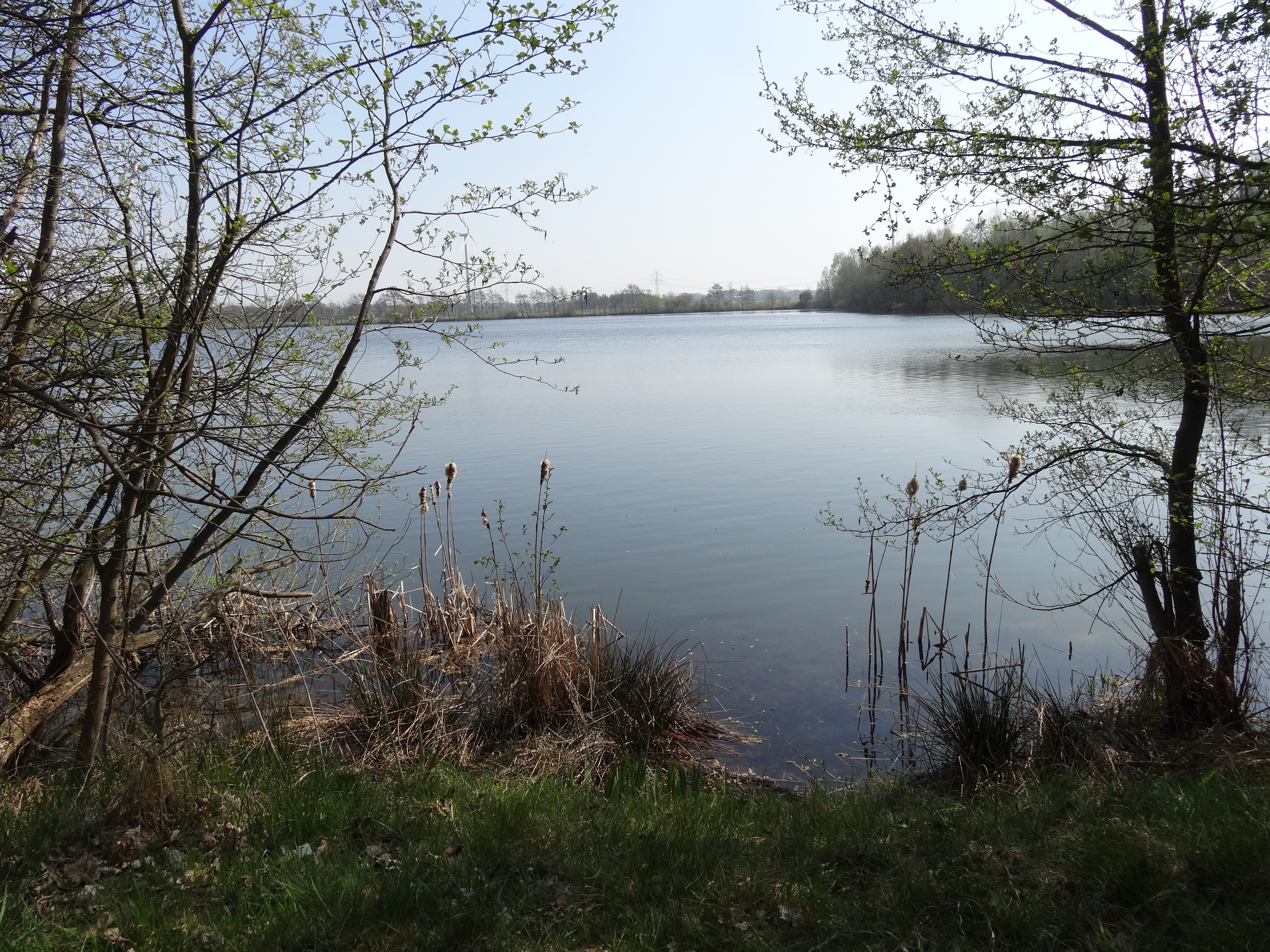
Baggersee Hohenfelde
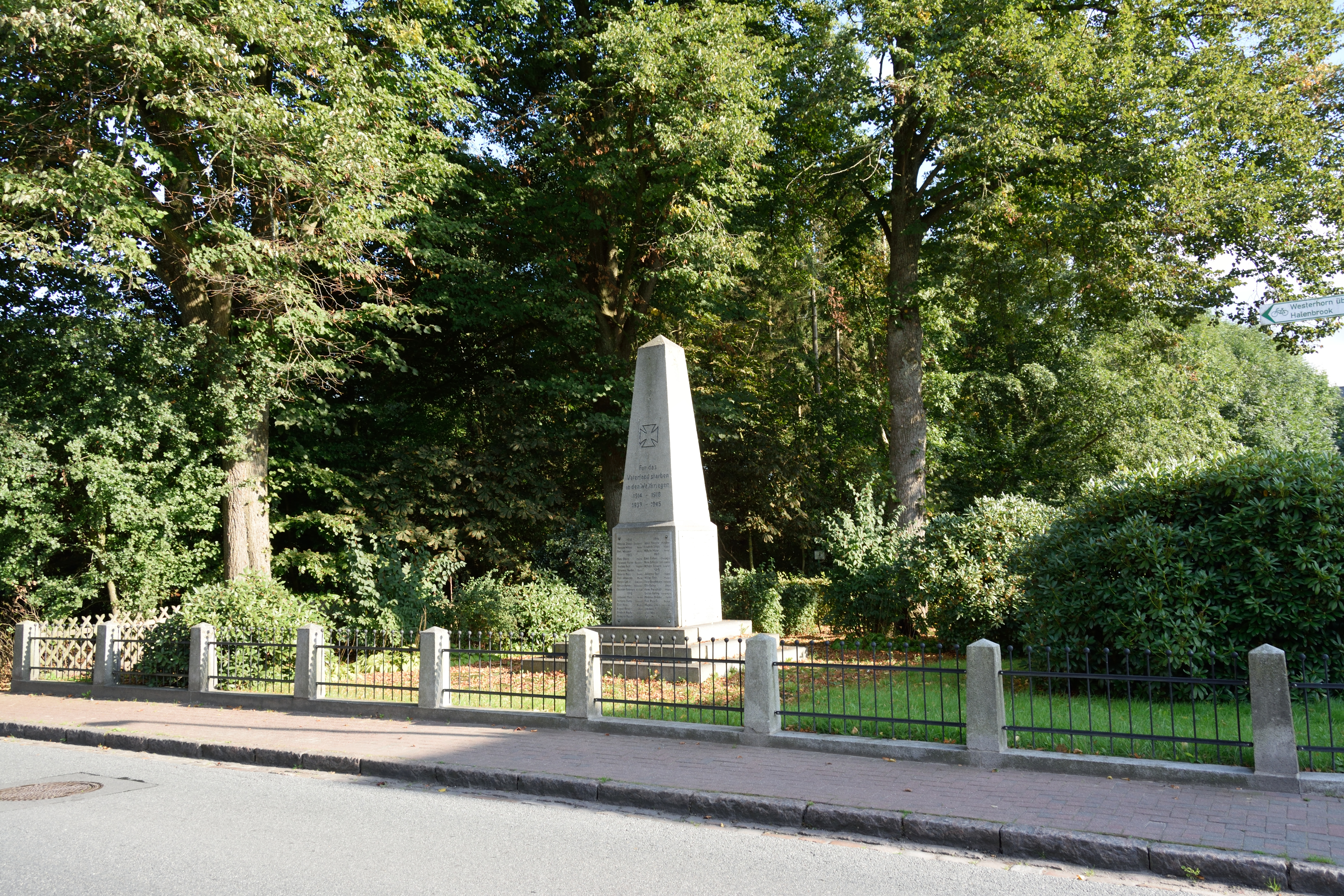
Ehrenmal für Gefallene beider Weltkriege